# Хохедер, Карл
Карл Хохедер (нем. Carl Hocheder; 7 марта 1854, Вайхерхаммер — 21 января 1917, Мюнхен) — немецкий архитектор неоклассического направления периода модерна, строительный чиновник и профессор университета, теоретик архитектуры.

## Биография
Карл Хохедер, сын управляющего горнодобывающими и солеваренными предприятиями Адольфа Хохедера, родился в Вайхерхаммере близ Вайдена в Верхнем Пфальце. С 1874 по 1878 год он изучал архитектуру в Мюнхенском техническом университете, где с 1881 по 1885 год был стажёром у Фридриха фон Тирша.
Работал в Главном управлении транспорта, в Мюнхенском государственном строительном управлении, оценщиком строительного управления в Амберге, с 1886 по 1889 год инспектором строительного управлении города Мюнхена. В 1898 году Карл Хохедер сменил Альберта Гейла в должности профессора строительных наук в Мюнхенском техническом университете. Наряду с Теодором Фишером и Гансом Грасселем он является одним из архитекторов, оказавших значительное влияние на облик Мюнхена рубежа веков. Он пытался показать пример своим собственным стилем «мюнхенского барокко», или «хохедер-барокко» (Hocheder-Barock), поколению молодых архитекторов.